# ماسيمو فورنوني
ماسيمو فورنوني (بالإيطالية: Massimo Fornoni)‏ هو لاعب كرة قدم إيطالي في مركز حراسة المرمى، ولد في 3 فبراير 1989 في روما في إيطاليا. لعب مع نادي كروتوني.